# Reprezentacja Republiki Zielonego Przylądka w piłce ręcznej mężczyzn
Reprezentacja Republiki Zielonego Przylądka w piłce ręcznej mężczyzn – narodowy zespół piłkarzy ręcznych reprezentujący Republikę Zielonego Przylądka w rozgrywkach międzynarodowych. Za jej funkcjonowanie odpowiedzialna jest Federaçao Caboverdiana de Andebol – kabowerdyjska federacja piłki ręcznej, która jest członkiem Afrykańskiej Federacji Piłki Ręcznej od 1988.
Reprezentacja Republiki Zielonego Przylądka zadebiutowała na mistrzostwach Afryki w 2020 w Tunezji, gdzie zajęła 5. miejsce po zwycięstwach nad Demokratyczną Republiką Konga i Marokiem w meczach o miejsca od 5. do 8. Dzięki temu uzyskała po raz pierwszy kwalifikację na mistrzostwa świata, które odbędą się w 2021 w Egipcie.

## Turnieje

### Udział wmistrzostwach świata
| Rok  | Wynik | Źródło |
| ---- | ----- | ------ |
| 1978 | –     |        |
| 1982 | –     |        |
| 1986 | –     |        |
| 1990 | –     |        |
| 1993 | –     |        |
| 1995 | –     |        |
| 1997 | –     |        |
| 1999 | –     |        |
| 2001 | –     |        |
| 2003 | –     |        |
| 2005 | –     |        |
| 2007 | –     |        |
| 2009 | –     |        |
| 2011 | –     |        |
| 2013 | –     |        |
| 2015 | –     |        |
| 2017 | –     |        |
| 2019 | –     |        |
| 2021 | 32.   |        |
| 2023 | 23.   |        |

### Udział wmistrzostwach Afryki
| Rok  | Wynik | Źródło |
| ---- | ----- | ------ |
| 1976 | –     |        |
| 1979 | –     |        |
| 1981 | –     |        |
| 1983 | –     |        |
| 1985 | –     |        |
| 1987 | –     |        |
| 1989 | –     |        |
| 1991 | –     |        |
| 1992 | –     |        |
| 1994 | –     |        |
| 1996 | –     |        |
| 1998 | –     |        |
| 2000 | –     |        |
| 2002 | –     |        |
| 2004 | –     |        |
| 2006 | –     |        |
| 2008 | –     |        |
| 2010 | –     |        |
| 2012 | –     |        |
| 2014 | –     |        |
| 2016 | –     |        |
| 2018 | –     |        |
| 2020 | 5.    |        |
| 2022 | 2.    |        |
| 2024 | 4.    |        |